# Греки в Чехії
Членами грецької меншини в Чехії вважаються громадяни Чехії, які заявили про свою грецьку національність, та громадяни Греції, які мають короткострокове або постійне місце проживання в Чехії, . За даними 2008 року, приблизно 3500 громадян Чехії заявили, що мають грецьке громадянство  а за даними 2009 року 860 громадян Грецької Республіки проживають у Чехії з короткостроковим або постійним місцем проживання. Більшість з них мешкає в Празі, Сілезії ( Крнов, Брунталь, Карвіна, Тржинець, Злате Гори ) та на північній Моравії ( Шумперк ).

## Історія
Поява цієї меншини бере свій початок з періоду після Другої світової війни . Після закінчення Грецької громадянської війни, в 1948 - 1949 роках, на території тодішньої Чехословацької Республіки оселилося понад 12 000 греків. В основному це були громадяни лівої політичної орієнтації, але також було кілька десятків військовополонених з королівської армії. У першій хвилі 1948 року прибуло понад 3000 дітей, а за ними на рубежі 1948-1949 років - дорослі . Після необхідної акліматизації в карантинних таборах ( Лешани у Бенешові, Мікулов, Сватоборжице у Кийові, Техонін  ) відбувалося розселення емігрантів у прикордонних районах Чеської Сілезії та в північно-західній Богемії . Спочатку ізольована група адаптувалася в середині 1950-х років, і поступово греки поширилися майже по всій республіці. У 70-х роках по всій Чехословаччині проживало 15 000 греків, 900 з них у Крнові, де вони мали заповнити прогалину депортованого німецького населення. Деякі з них, особливо люди похилого віку, намагалися повернутися на батьківщину після падіння режиму полковників, що їм не вдалося в більшій мірі до 1980-х років.

## Сучасність

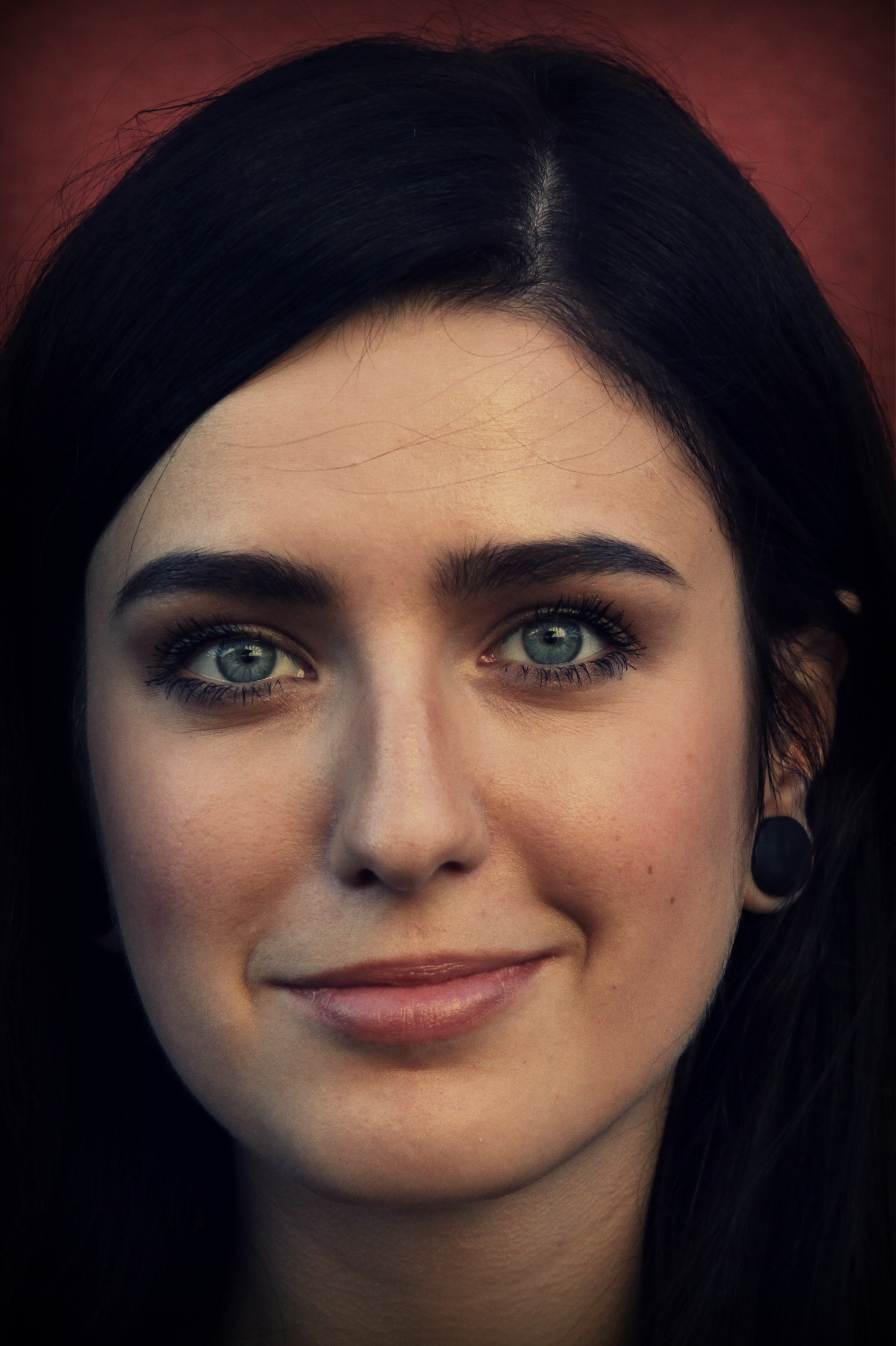
Яна Міхаіліду, чеський політик грецького походження.

За результатами перепису населення від 3 березня 1991 р. 3379 громадян Чехії заявили про свою грецьку національність. У 2008 році ця кількість становила приблизно 3500.
Сьогодні в Чехії існує десять грецьких громад у містах Богумін, Брно, Гавіржов, Єсеник, Карвіна, Крнов, Острава, Тржинець, Шумперк та Явірник . Усі ці десять громад є частиною Асоціації грецьких громад у Чеській Республіці. Грецька громада Праги стоїть поза межами Асоціації. У Чехії є також багато інших організацій, що пов'язані з цією меншиною: Товариство друзів Нікоса Казандзакіса, Фонд Геленіка та Грецький ліцей у Чехії .
За словами голови Асоціації грецьких громад Чехії Христоса Біаласа, десятки сімей повернулися до Чехії в 2011 році через заворушення в Греції, і ще сотні розглядають можливість переїзду. Греки часто приїжджають до Чехії на роботу на запрошення міжнародних компаній.
Грецькі громади регулярно організовують культурні та соціальні заходи, зустрічі старшого та молодшого поколінь. Грецьку мову та грецькі танці викладають у більшості з них.

## Відомі представники меншини
- Іван Андреадіс (1924–1992) - гравець у настільний теніс, спортивний журналіст, агент державної безпеки
- Нікос Армутідіс (* 1953) - скульптор і живописець
- Джиміс Бекакіс (* 1966) - футболіст
- Васіліс Болобоціс (1953–2019) - футболіст
- Петрос Цироніс (* 1936) - історик
- Євангелія Чарасова (1904–2013) - найстаріша мешканка Чехії у 2013 році [5]
- Марко Елефтеріадіс, відомий як Ектор (* 1985) - чеський репер, син Тени Елефтеріадіс
- Тена Елефтеріаду (* 1948) і Марта Елефтеріаду (* 1946) - дует сестер-співачок, популярний у Чехословацькій Соціалістичній Республіці, особливо в 1970-х
- Нікос Фотіадіс - футболіст Тршинець (І ліга) та Опави
- Каліопі Чамонікола (* 1954) - історик
- Денніс Хрісту (* 1989) - футболіст
- Яніс Чунузідіс (* 1937) - футболіст
- Марек Янкуловський (* 1977) - футболіст
- Пандо Янкуловський (* 1941) - футболіст
- Йорданіс Карагаврилідіс (* 1958) - хокеїст ХК Литвінов [6]
- Мартін Конвічка (* 1969), к.т.н. - політик, зоолог
- Панайотіс Кукалас (* 1992) - футболіст
- Фотіс Маніятіс (* 1976) - футболіст
- Йосиф Міхайлідіс (* 1947) - футболіст
- Домініка Міхайліду (* 1980) - політик і художник
- Moras (заснований 2014) - група, що виконує власні грецькі твори з елементами арт-року, попу та блюзу
- Анжеліка Кароні (* 1995) - модель
- Яна Міхаіліду (* 1990) - політик
- Міхал Пападопулос (* 1985) - футболіст, член збірної Чехії, син Танаса Пападопулоса
- Танас Пападопулос (* 1962) - футболіст, батько Міхала Пападопулоса
- Андреас Пападопулос (* 1994) - журналіст, редактор Чеського телебачення
- Statis Prusalis (Epanastatis Prusalis) (1948 - 2016) - грецький співак, що мешкає в Чеській Республіці
- Костас Самарас (* 1940) - засновник Кофоли ЧехоСловаччини
- Джанніс Самарас (* 1971) - генеральний директор Kofola, син та спадкоємець Костаса Самараса
- Емануель Сидерідіс (* 1951) - музикант
- Фрозо Тарасіду (* 1955) - співак
- Лукас Вінтра (* 1981) - футболіст
- Сотіріос Заваліаніс (* 1965) - бізнесмен у галузі охорони здоров’я
- Костас Цердалоглу (* 1953) - актор
- Сотіріс Йоанідіс (* 1939) - лісник, мисливець, історик, письменник https://www.pametnaroda.cz/uk/Joanidis-sotiris-1939 [Архівовано 15 травня 2021 у Wayback Machine.] |